# Guilty Conscience
«Guilty Conscience» — песня рэпера Эминема с участием его наставника, Dr. Dre, выпущенная в 1999 году. Это был не только второй коммерческий сингл, но и третий сингл его дебютного альбома, «The Slim Shady LP», который вышел в том же году. Песня первоначально была запланирована как фристайл между Dr. Dre и Эминемом, и помогла наконец сформировать полностью стиль последнего.
В 2024 году в альбоме Эминема «The Death of Slim Shady (Coup de Grâce)» вышла вторая часть песни — «Guilty Conscience 2».

## Список композиций
CD сингл
| №  | Название                               | Автор(ы)                       | Семпл(ы)                                              | Длительность |
| -- | -------------------------------------- | ------------------------------ | ----------------------------------------------------- | ------------ |
| 1. | «Guilty Conscience» (вместе с Dr. Dre) | A. Young, M. Mathers, R. Stein | * Дополнительный семпл «Go Home Pigs» Рональда Стейна | 3:19         |

## Чарты
| Чарт (1999)                                     | Высш. позиция |
| ----------------------------------------------- | ------------- |
| French Singles Chart                            | 97            |
| Netherlands Singles Chart                       | 22            |
| Irish Singles Chart                             | 7             |
| Swedish Singles Chart                           | 25            |
| U.S. Billboard Hot R&B/Hip-Hop Singles & Tracks | 56            |
| UK Singles Chart                                | 5             |